# Пастушок прибережний
Пастушок прибережний (Rallus wetmorei) — вид журавлеподібних птахів родини пастушкових (Rallidae). Ендемік Венесуели.

## Поширення
Ареал виду обмежений невеликою ділянкою північного узбережжя Венесуели, де він відомий щонайбільше з дев’яти місцевостей — і лише з п’яти за останні роки. Населяє прибережні мангрові зарості, а також був виявлений у молодій рослинності солонуватих і солоних лагун і боліт. Він надзвичайно рідкісний і дуже маловідомий, але, ймовірно, був принаймні локально поширеним, коли його виявили. Чисельність популяції виду оцінюється не більше ніж 200 зрілих особин.

## Опис
Птах завдовжки від 24 до 27 сантиметрів. Оперення переважно коричневе. Верх голови оливково-коричневий. Над очима проходить світла палево-коричнева смужка. Поводи темно-сірі. Решта обличчя тьмяно-вохристо-коричневого кольору. Верхня частина тіла і хвіст вохристо-коричневі з чорно-бурими рисками. Криючі надкрила більш однотонні. Підборіддя білуватого кольору. Горло вохристо-коричневе. Нижня сторона вохристо-коричнева і без смуг. Нижня частина живота більш рожево-вохристо-коричнева. Підхвістя іноді може бути білуватим. Райдужка червонувато-коричнева. Відносно прямий тонкий дзьоб темно-оливкового кольору. Основа нижньої частини дзьоба світло-коричнева. Ноги оливково-коричневі.